# روضه اقدیم
روضه اقدیم (به عربی: روضة اقدیم) یک منطقهٔ مسکونی در قطر است که در شهرداری الریان واقع شده‌است. روضه اقدیم ۱۲٫۷ کیلومتر مربع مساحت دارد ۳۳ متر بالاتر از سطح دریا واقع شده‌است.